# Juéry
Juéry is een historisch merk van motorfietsen.
Éts. Moteurs Juéry, Paris. 
Frans merk, opgericht door Charles Juéry, dat voor zijn tijd moderne eencilinders met 346 en 498 cc zij- en kopklepmotoren maakte, maar eigenlijk gespecialiseerd was in motorbakfietsen, oftewel triporteurs. Daarnaast maakte men 175 cc tweetakten. We spreken dan over de periode 1936-1940. 
In de jaren 1947 tot 1954 produceerde men 125 cc tweetakten. Volgens sommige bronnen zou Juéry echter al in 1931 zijn begonnen met de productie van motorfietsen.